# 자비엔현
자비엔현(베트남어: Huyện Gia Viễn / 縣嘉遠 가원현)은 베트남 닌빈성 북부의 현이다.

## 개요
1981년 4월에 현이 설치되었다. 평원이 많고, 북부는 달리 산간 지대와 호수로 많이 이루어져 있다.

## 행정 구역
자비엔현은 1시진(市鎭) 20사(社)를 관할한다. 현청 소재지는 매시진이다.

### 시진
- 메 시진(Thị trấn Me, 楣市鎭) - 현청 소재지

### 사
- 자호아사(嘉和社,Xã Gia Hòa)
- 자흥사(嘉興社,Xã Gia Hưng)
- 자락사(嘉樂社,Xã Gia Lạc)
- 자럽사(嘉立社,Xã Gia Lập)
- 자민사(嘉明社,Xã Gia Minh)
- 자퐁사(嘉豐社,Xã Gia Phong)
- 자푸사(嘉富社,Xã Gia Phú)
- 자프엉사(嘉方社,Xã Gia Phương)
- 자신사(嘉生社,Xã Gia Sinh)
- 자떤사(嘉新社,Xã Gia Tân)
- 자탕사(嘉勝社,Xã Gia Thắng)
- 자타인사(嘉清社,Xã Gia Thanh)
- 자틴사(嘉盛社,Xã Gia Thịnh)
- 자띠엔사(嘉進社,Xã Gia Tiến)
- 자쩐사(嘉鎮社,Xã Gia Trấn)
- 자쭝사(嘉中社,Xã Gia Trung)
- 자쑤언사(嘉春社,Xã Gia Xuân)
- 자번사(嘉雲社,Xã Gia Vân)
- 자브엉사(嘉旺社,Xã Gia Vượng)
- 리엔선사(連山社,Xã Liên Sơn)

## 경제
농업을 주로 하며, 최근 공업이 빠르게 발전하고 있다. 자커우(嘉口), 자반(嘉聞), 자신(嘉生) 등의 공업단지를 새롭게 건설하였다. 관광업 또한 빠르게 발전하고 있고, 박딘사(白亭寺), 딕롱사(翟龍寺), 께끄(鷄渠) 등의 명소가 있다.

## 지리
북쪽으로 호아빈성과 이웃하고, 동북쪽으로 하남성, 남딘성과 접한다.

## 갤러리

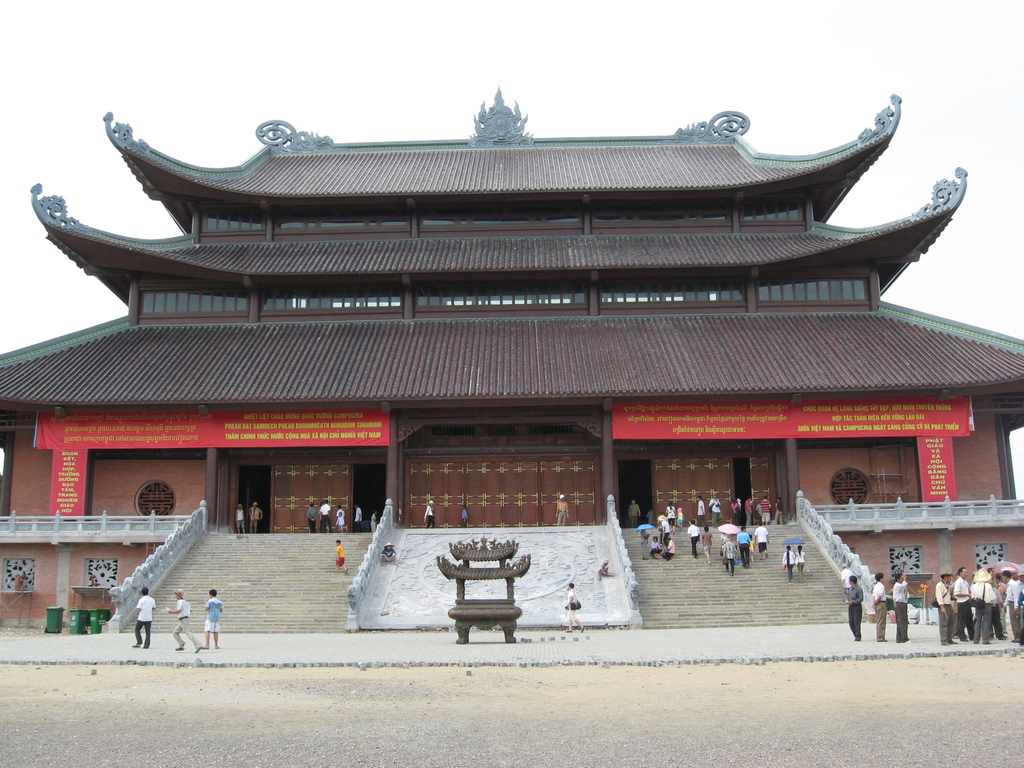
바이딘사
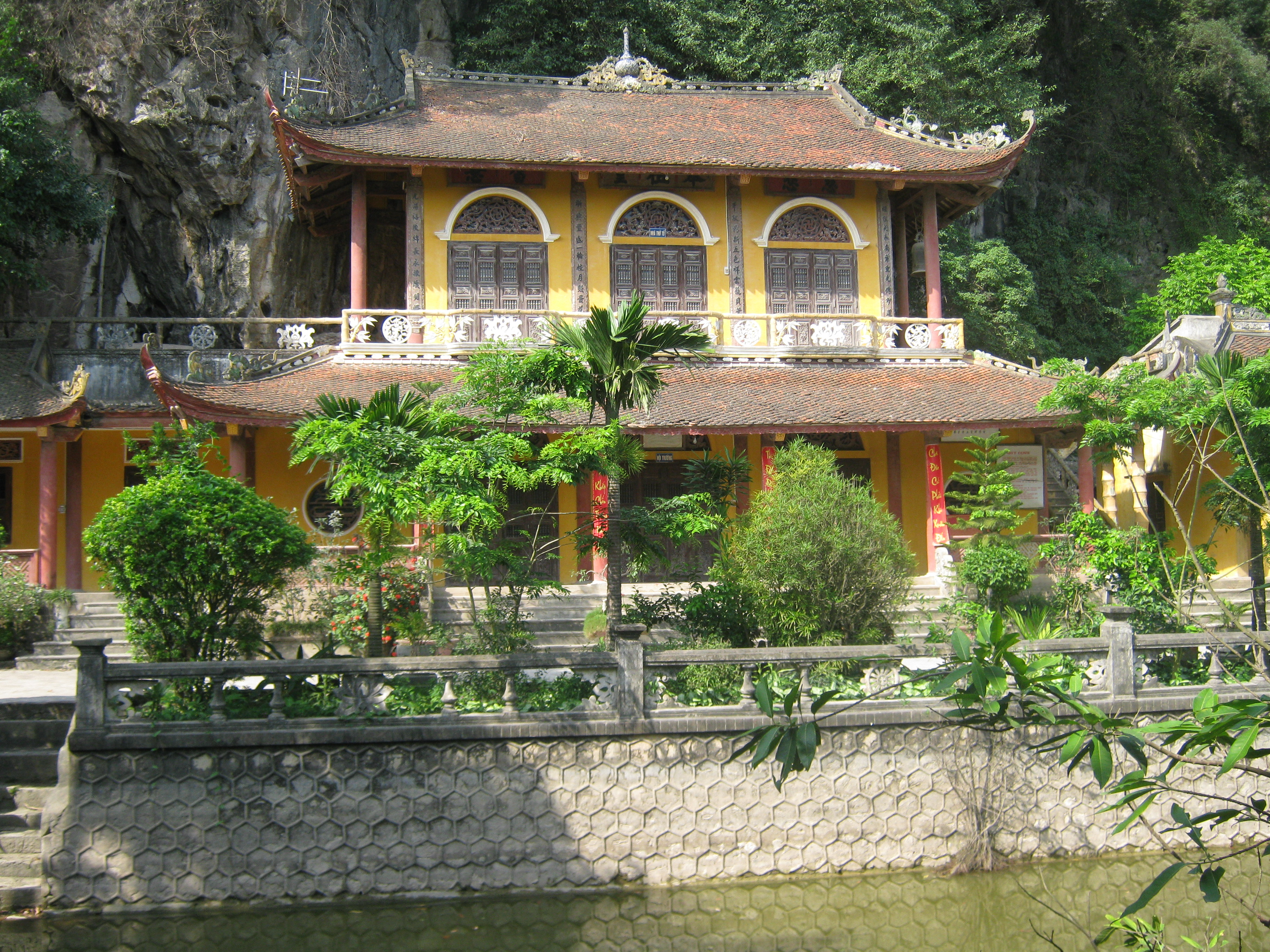
딕롱사
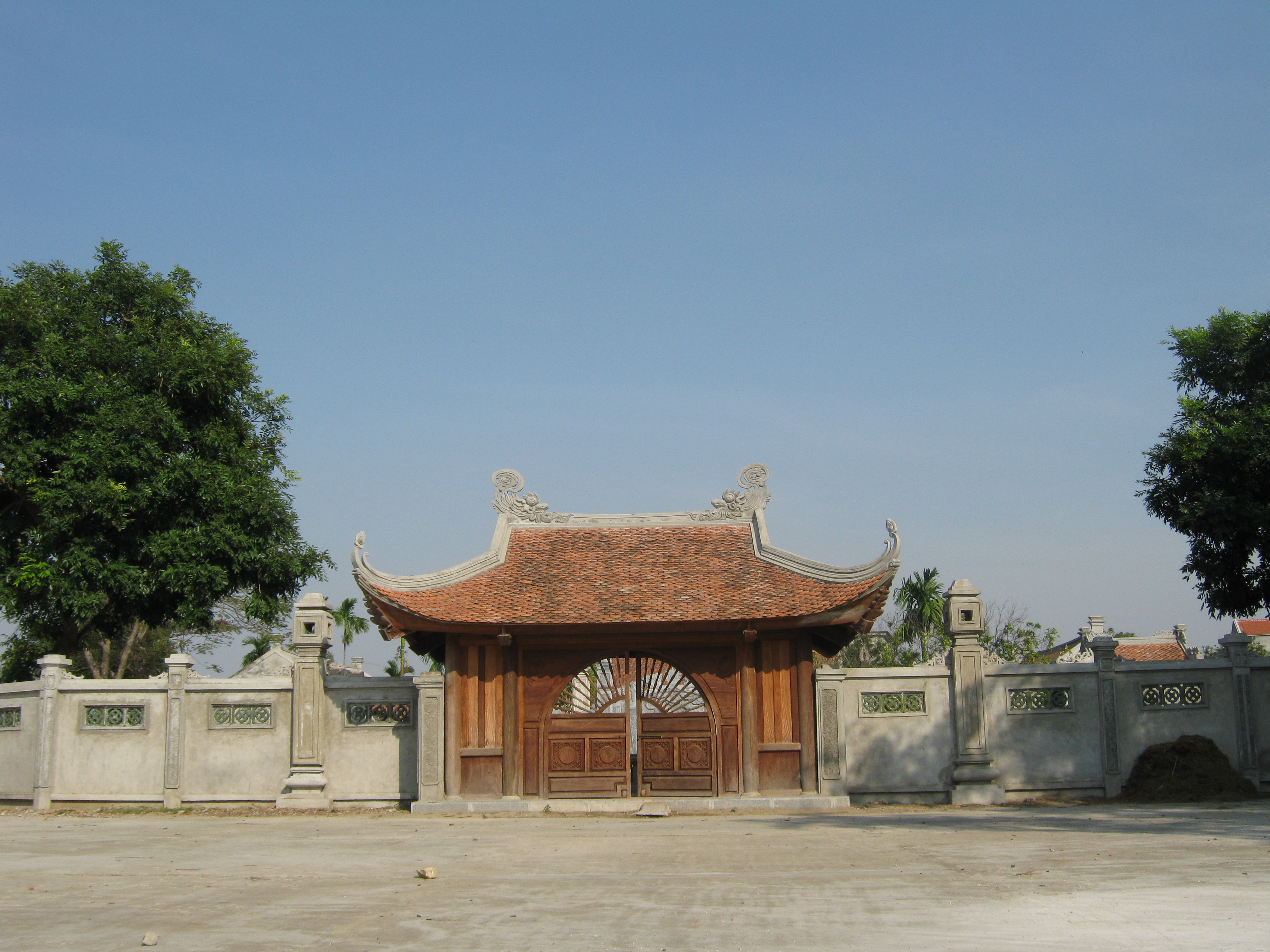
딘보린 사원
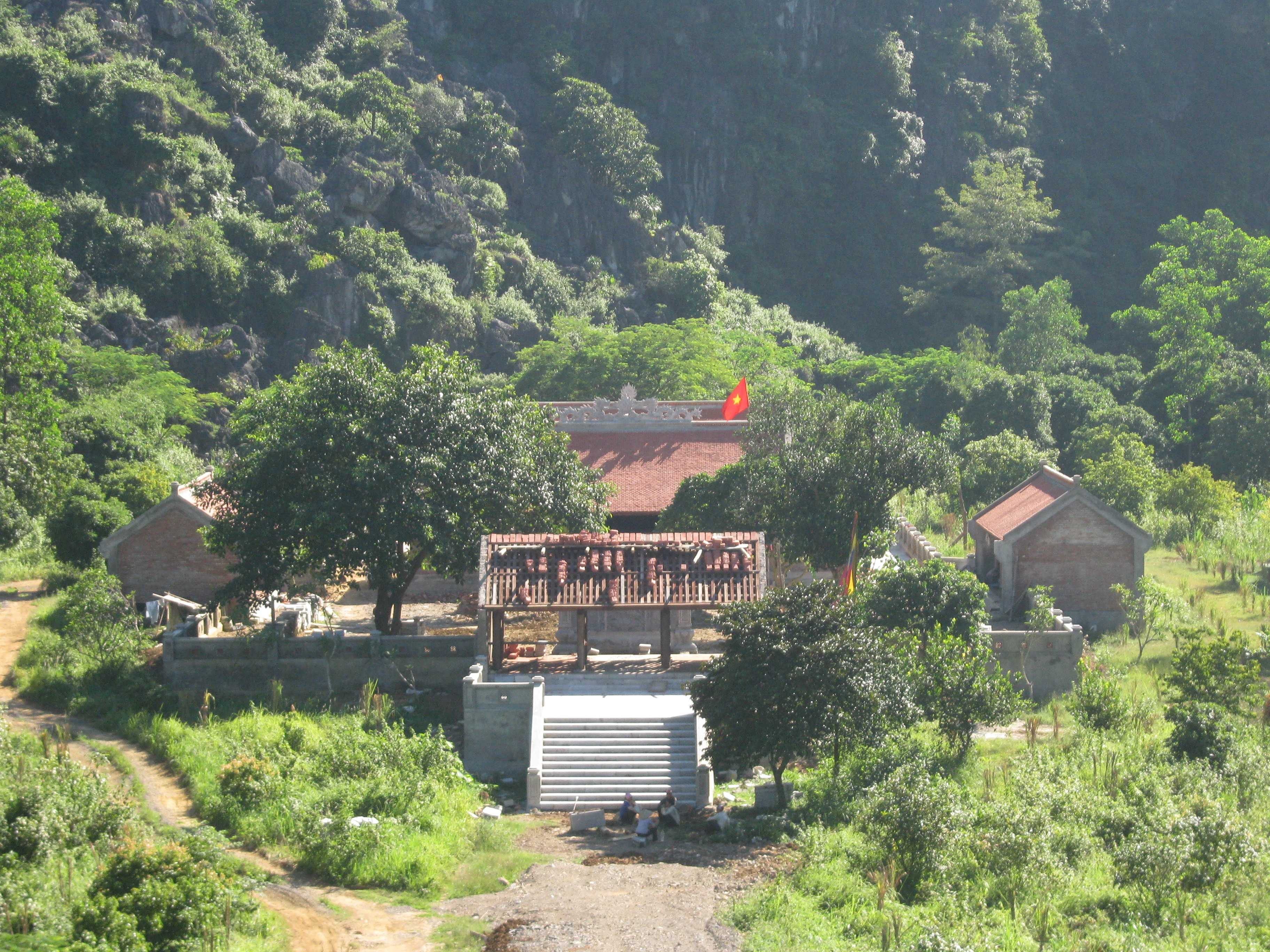
호알르 동굴
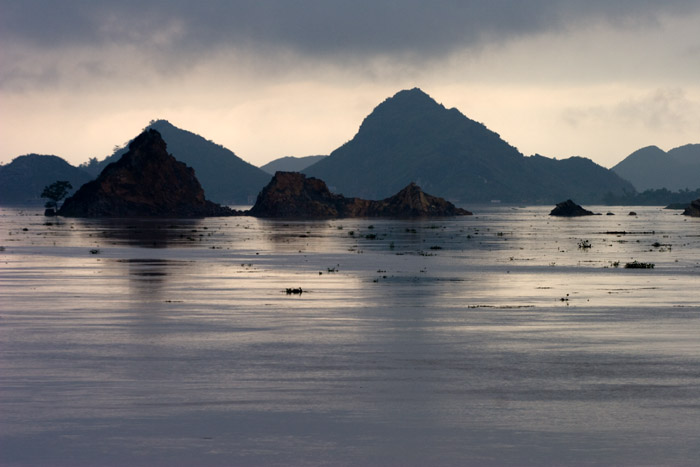
호앙롱강
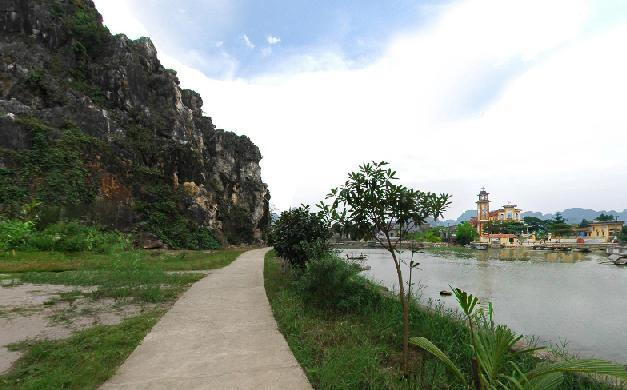
Khoáng Nóng Kênh Gà
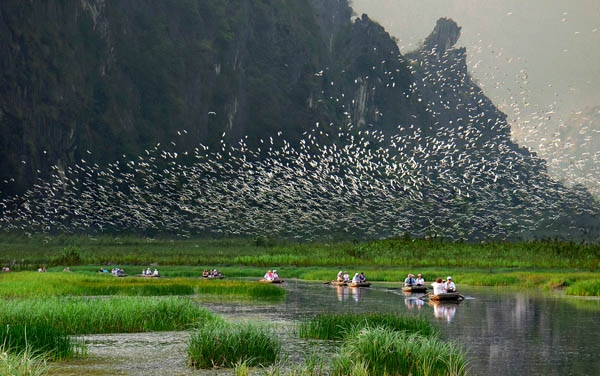
번롱